# Sharif Waked

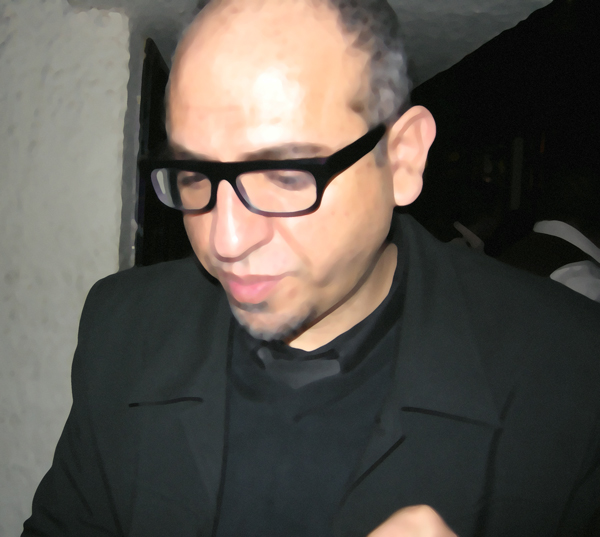
Sharif Waked, 2010

Sharif Waked (en árabe:شريف واكد؀ , Nazaret, 1964) es un artista visual palestino.
Estudió filosofía y arte en la Universidad de Haifa.
Ha exhibido su obra en varios museos como el Museo de Israel o el Museo Solomon R. Guggenheim y colecciones como la de la Fondation Louis Vuitton.